# Fernando Humberto Santiago
Fernando Humberto Santiago (n. 19 de junio de 1926 en Córdoba, Argentina - f. 13 de agosto de 2010) fue un militar argentino que alcanzó el grado de general de brigada, que durante la dictadura militar llamada Proceso de Reorganización Nacional (1976-1983) desempeñó altos cargos, entre ellos comandante del Institutos Militares, con sede en la Ciudad de Buenos Aires y jurisdicción en todo el Gran Buenos Aires. Tuvo bajo su mando diversos centros clandestinos de detención, entre ellos La Perla y el Campito. La justicia declaró que no podía ser enjuiciado por delitos de lesa humanidad debido a la ley de Punto Final de 1987. Con la nulidad de esta última establecida por el Congreso en 2003, las causas en las que se encuentra involucrado volvieron a abrirse.

## Biografía
En 1975 fue comandante de la VIII Brigada de Infantería de Montaña (con asiento en Mendoza) y jefe de la Subzona n.º 33, con responsabilidad en la represión en las provincias de Mendoza, San Juan y San Luis.
En 1976 fue segundo comandante y jefe de Estado Mayor del Comando de Institutos Militares y de la Zona 4 con asiento en Campo de Mayo.
Fue segundo comandante y jefe de Estado Mayor del Comando del III Cuerpo de Ejército (con asiento en Córdoba) y jefe de la Subzona n.º 31, con responsabilidad en la represión en las provincias de Catamarca, Córdoba, La Rioja y Santiago del Estero.

## Extradición solicitada por España
En 1997 el juez español Baltasar Garzón solicitó la detención y extradición de 45 militares argentinos y un civil a quienes procesó por genocidio, terrorismo de Estado y someter a torturas a presos políticos durante el régimen de facto que gobernó en Argentina entre 1976 y 1983. Entre ellos se encuentra Fernando Humberto Santiago. El pedido fue rechazado varias veces por el gobierno argentino alegando el principio de territorialidad.
El 27 de julio de 2003 el presidente Néstor Kirchner mediante el Decreto 420/03 modificó el criterio de rechazo de las extradiciones sustentado hasta ese momento ordenando "obligatoriedad del trámite judicial" solicitado por la Justicia española, y abriendo así el camino a la extradición efectiva de los militares requeridos.
Simultáneamente, en agosto de 2003, el entonces presidente de España José María Aznar ordenó no continuar con el proceso de extradición de los solicitados por crímenes durante el gobierno de facto en Argentina. Pero en 2005 esta decisión fue anulada por la Corte Suprema de España, ordenando continuar adelante con las extradiciones solicitadas por Garzón.